# الا رادرفورد
الا رادرفورد (انگلیسی: Ella Rutherford؛ زادهٔ ۲۸ آوریل ۲۰۰۰) بازیکن فوتبال اهل انگلستان است که در پست مهاجم برای ایپسویچ تاون بازی می‌کند.
وی همچنین در تیم‌های ملی فوتبال زیر ۱۵ سال زنان انگلستان,  زیر ۱۶ سال زنان انگلستان  زیر ۱۷ سال زنان انگلستان، و  زیر ۱۹ سال زنان انگلستان بازی کرده است.